# سارگیس مورادیان
سارگیس مامبری مورادیان (ارمنی: Սարգիս Մամբրեի Մուրադյան؛ زاده ۲۳ ژوئن ۱۹۲۷ - درگذشته ۱۲ ژوئیه ۲۰۰۷) یک نقاش و سیاستمدار اهل ارمنستان که عضو مجلس ملی جمهوری ارمنستان بود.

## زندگی‌نامه
در ۲۳ ژوئن ۱۹۲۷ در ایروان به دنیا آمد و از آکادمی دولتی هنرهای زیبای ارمنستان فارغ‌التحصیل گشت. وی همچنین برنده جوایزی همچون چهره هنری شایسته جمهوری ارمنستان، مدال کارگر ممتاز، چهره هنری شایسته ارمنستان شوروی و جایزه دولتی اتحاد شوروی شد. وی در ۱۲ ژوئیهٔ ۲۰۰۷ در سن ۸۰ سالگی در ایروان درگذشت

## نگارخانه

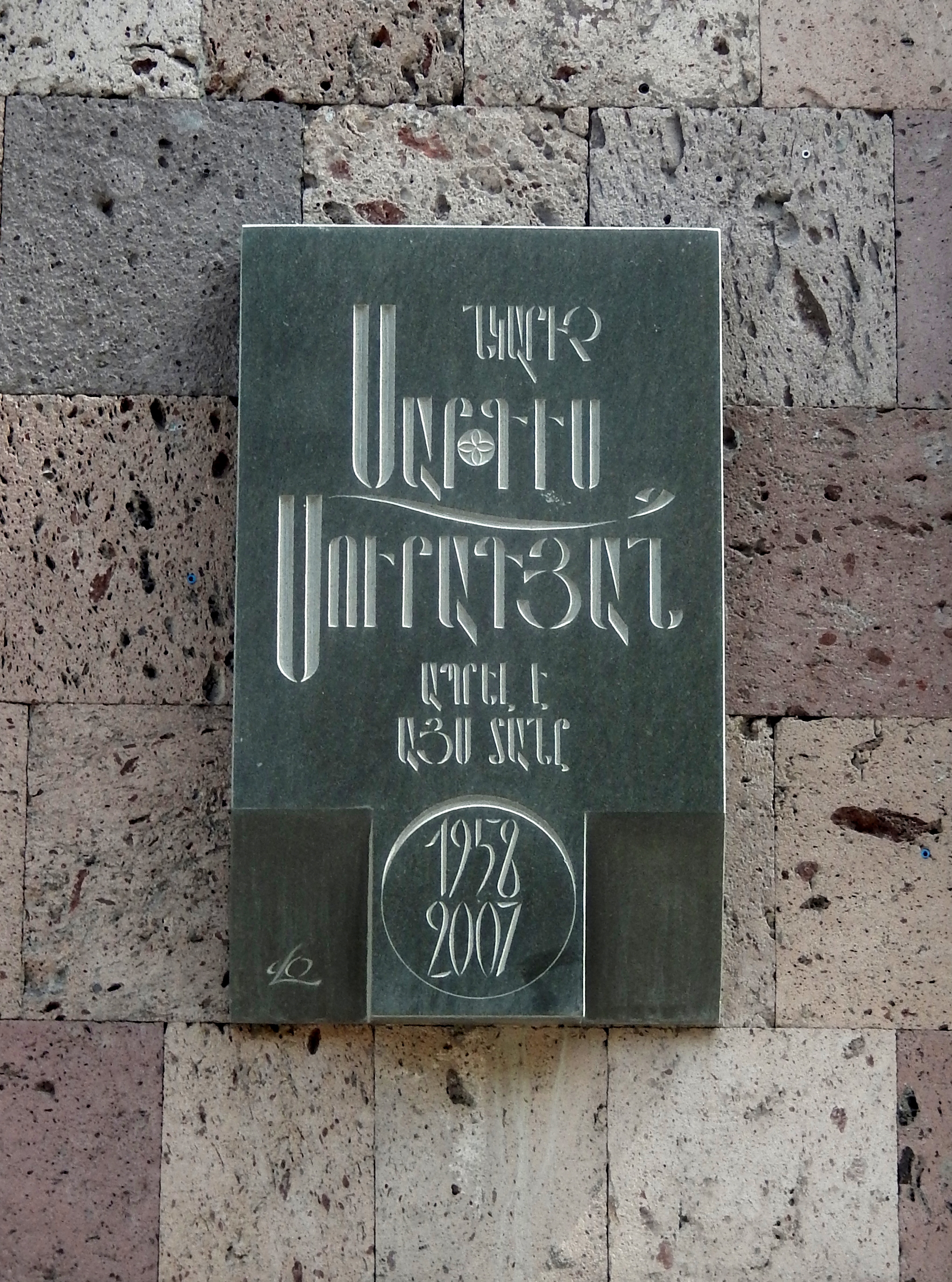
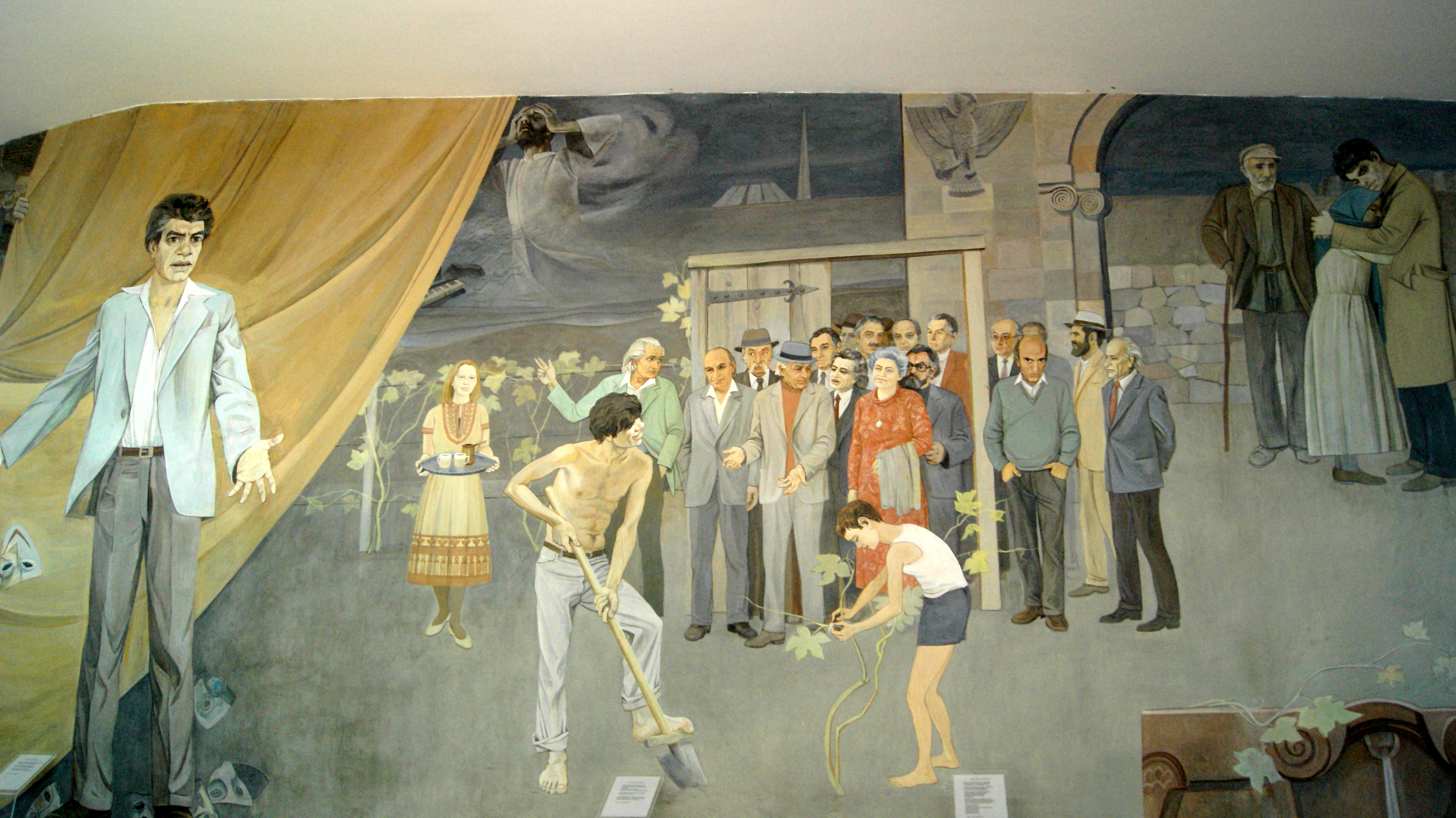
فرسکو اهدایی بارویر سواگ در خانه‌موزه بارویر سواک
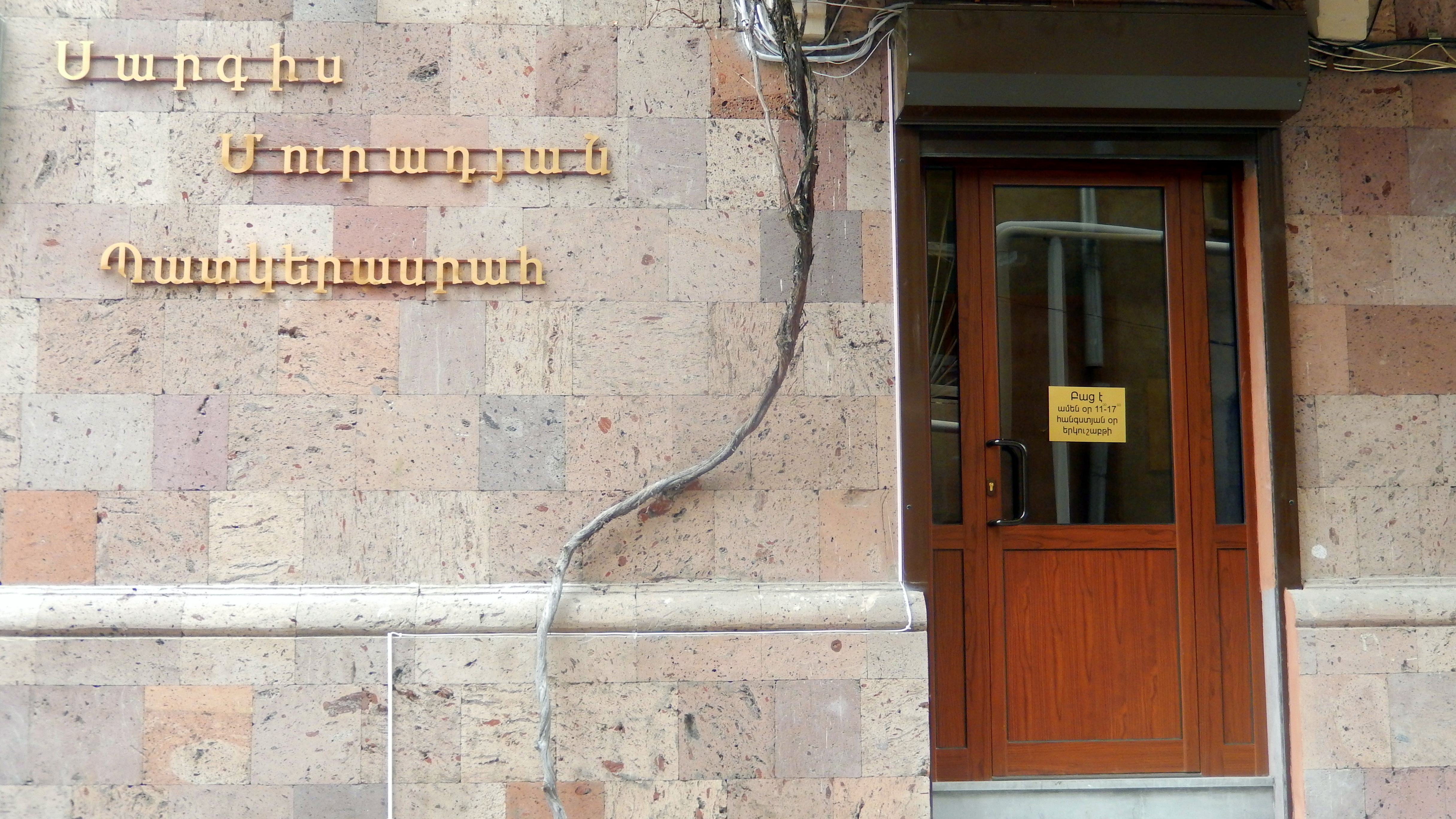
hy:Սարգիս Մուրադյան պատկերասրահ
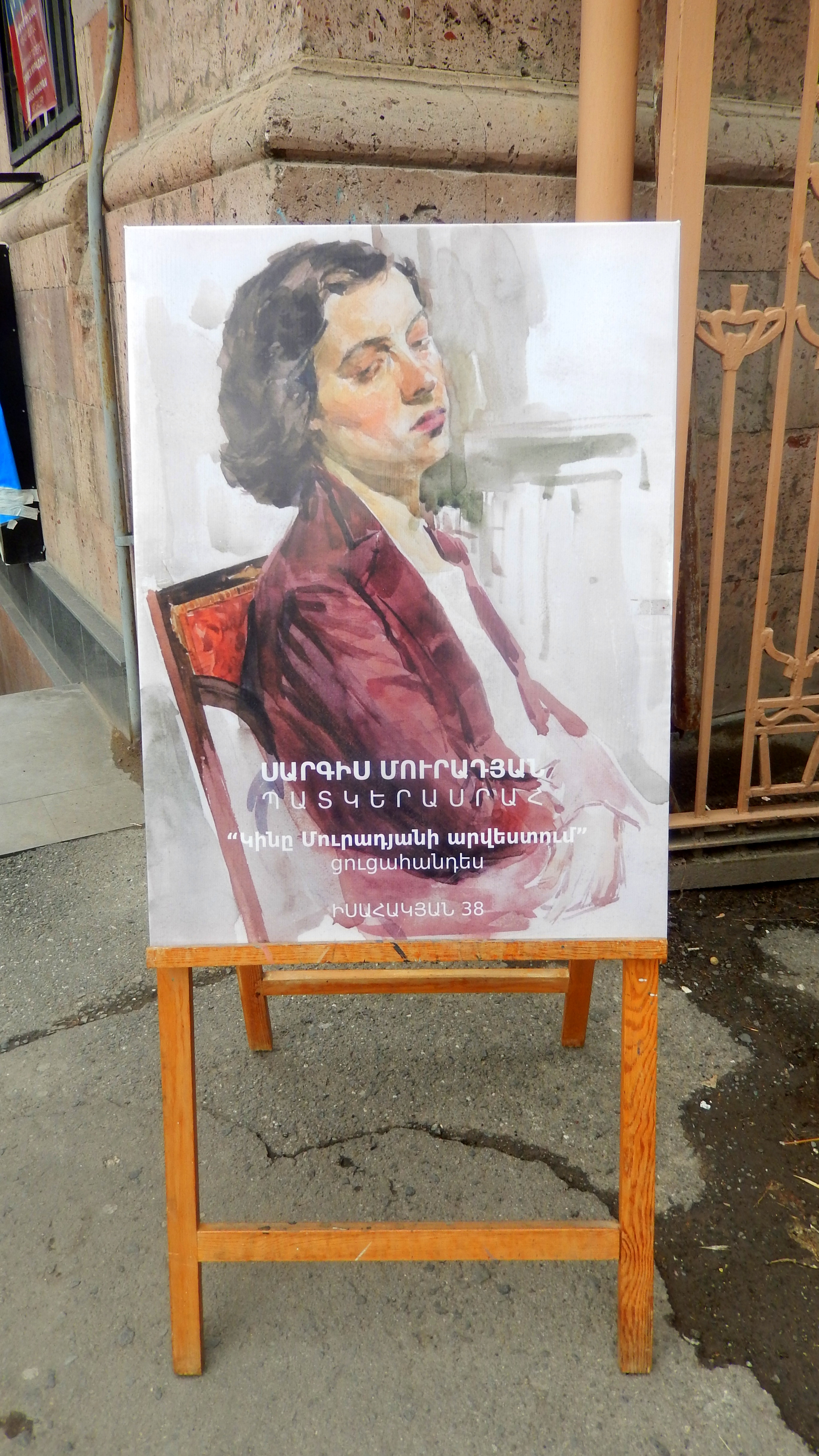
«Կինը Մուրադյանի արվեստում» ցուցահանդես